# Нессвольд, Анника
Анника Нессволд (родилась 24 февраля 1971 года) — бывшая шведская футбольная защитница . 

## Биография
В составе женской сборной Швеции участвовала в Летних Олимпийских играх 1996. На Играх сыграла три матча на групповом этапе со сборными Китая (0:2), США (1:2) и Дании (3:1). Всего за сборную Швеции сыграла 35 матчей, в которых забила 6 голов.
На клубном уровне Нессволд играла за «Мальмё» .